# Tràm lá dài
Tràm lá dài hay tràm lá hẹp(danh pháp hai phần: Melaleuca leucadendra L.) là cây thuộc chi Tràm (Melaleuca) của họ Đào kim nương (Myrtaceae). Loài này được Carl von Linné miêu tả khoa học đầu tiên năm 1767.

## Nhận dạng
Cây này tương tự như cây Melaleuca quinquenervia vì có vỏ mềm xốp, tuy nhiên, tán lá của M. leucadendra xanh sáng hơn và có cách mọc hơi rũ cành. Cây tràm lá dài to, cao 4–5 m, vỏ cây nứt ra từng miếng mảng. Lá tràm thơm. Hoa có màu trắng, quả nhỏ không có cọng.

## Phân bố
Cây tràm lá dài phân bố ở các nước thuộc khu vực Đông Nam Á, khu vực phía bắc của Úc (Lãnh thổ Bắc Úc, Tây Úc, Queensland) và ở các đảo Solomon.

## Sử dụng
Cây tràm được dùng làm củi, cừ tràm trong xây dựng. Vỏ tràm dùng để trám ghe, thùng.
Trong lá và cành non của cây tràm có tinh dầu tràm có tính sát trùng dùng để xức trị bệnh hô hấp. Tinh dầu tràm có tác dụng thay đổi sự bài tiết của khí quản và làm lỏng đờm.

## Hình ảnh

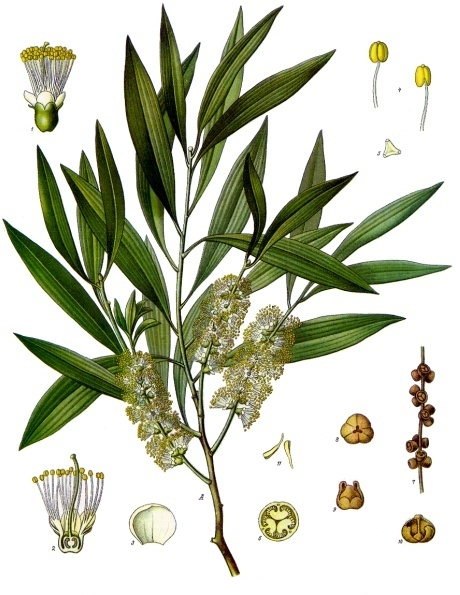
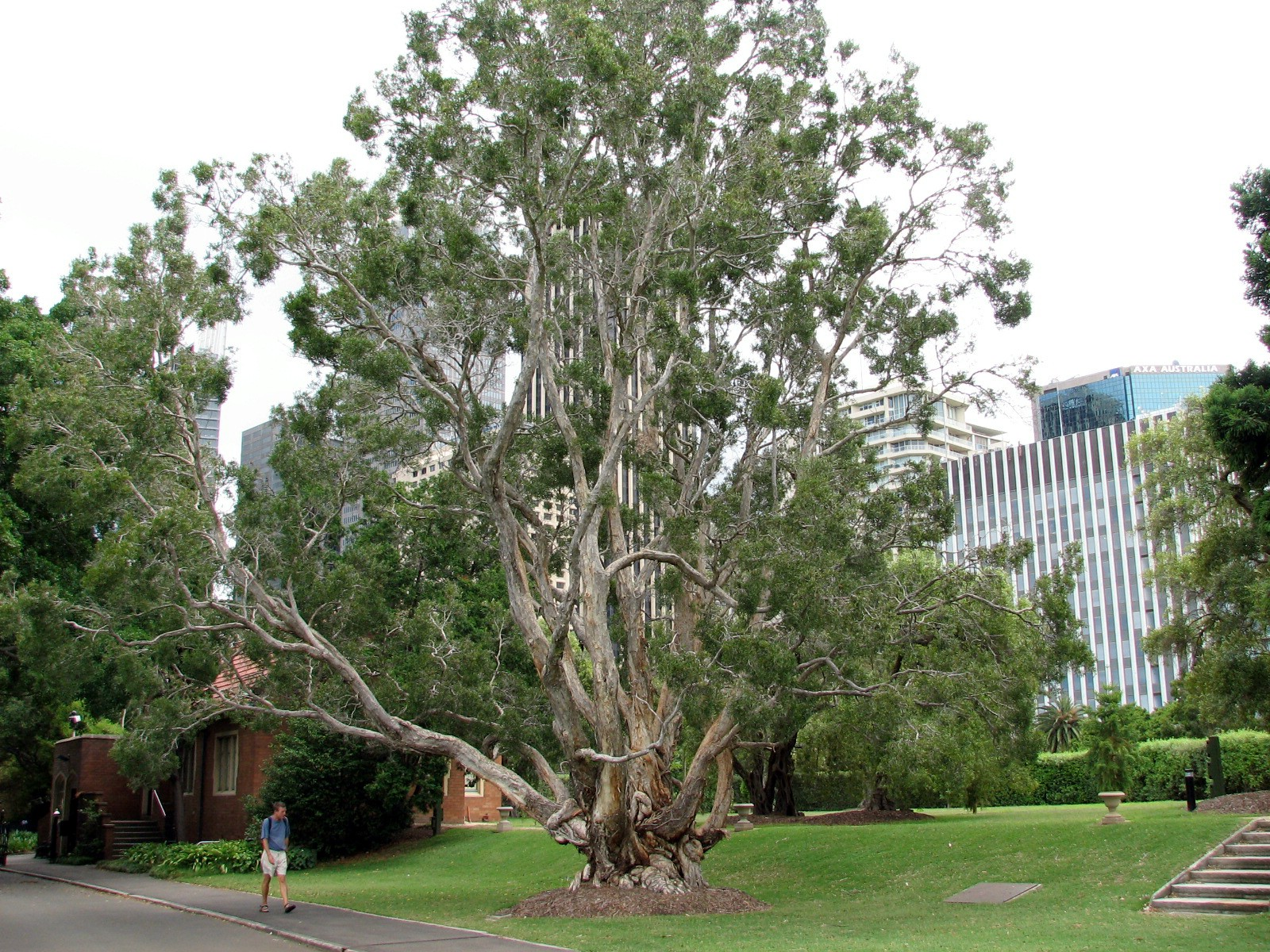
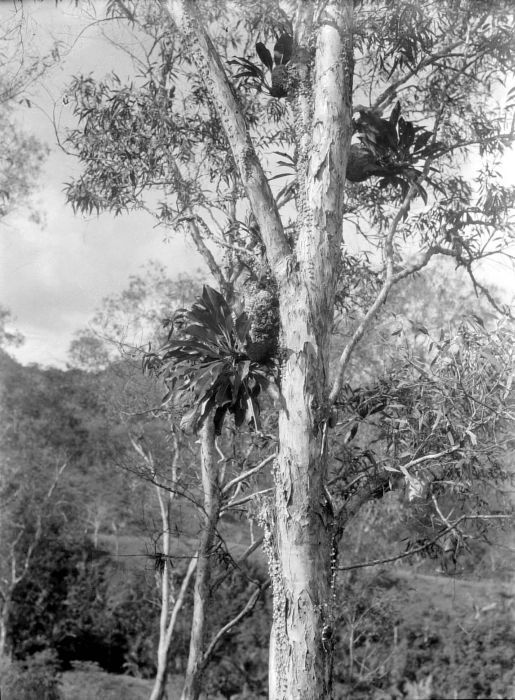
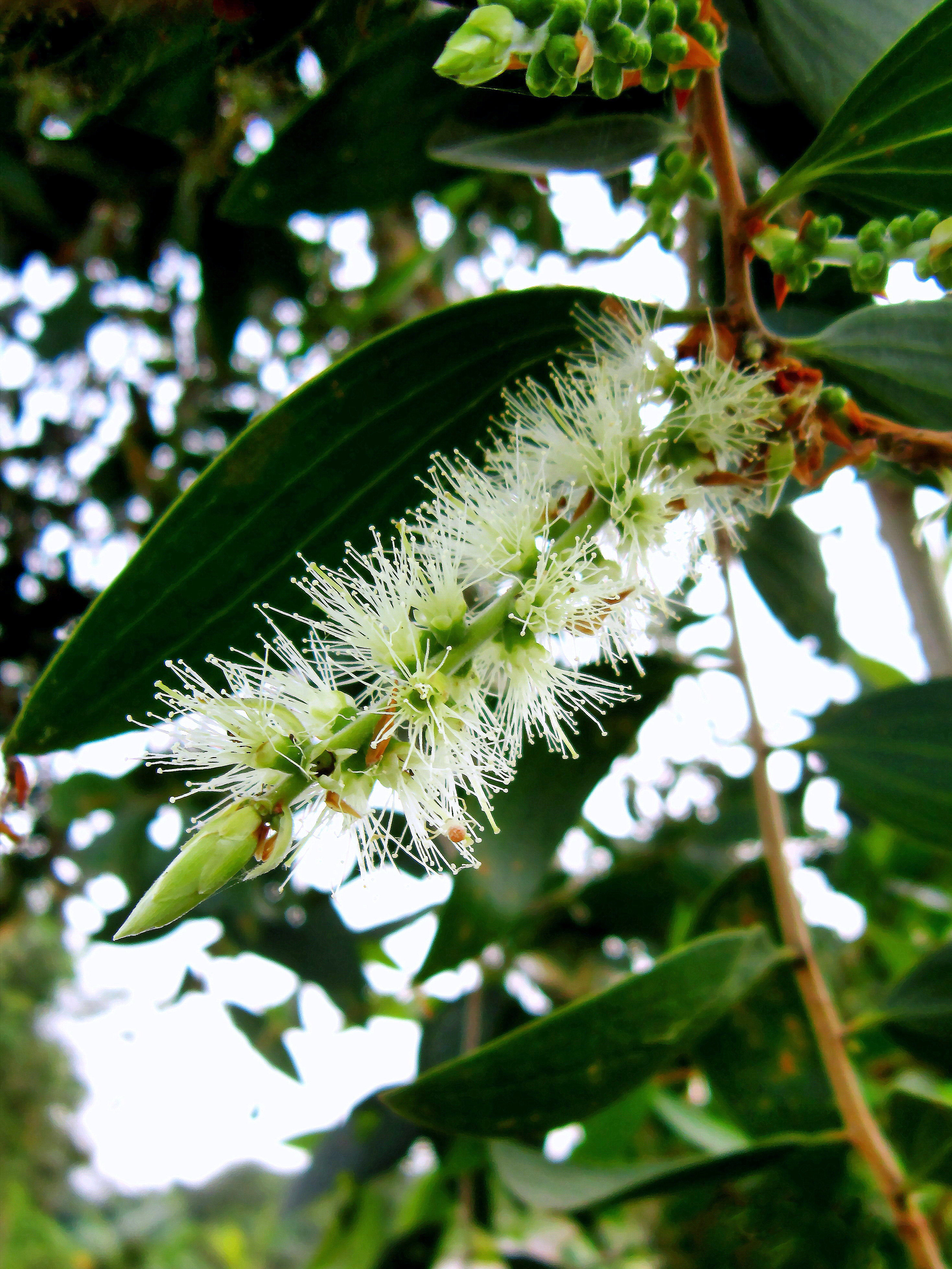
Hoa tràm lá dài
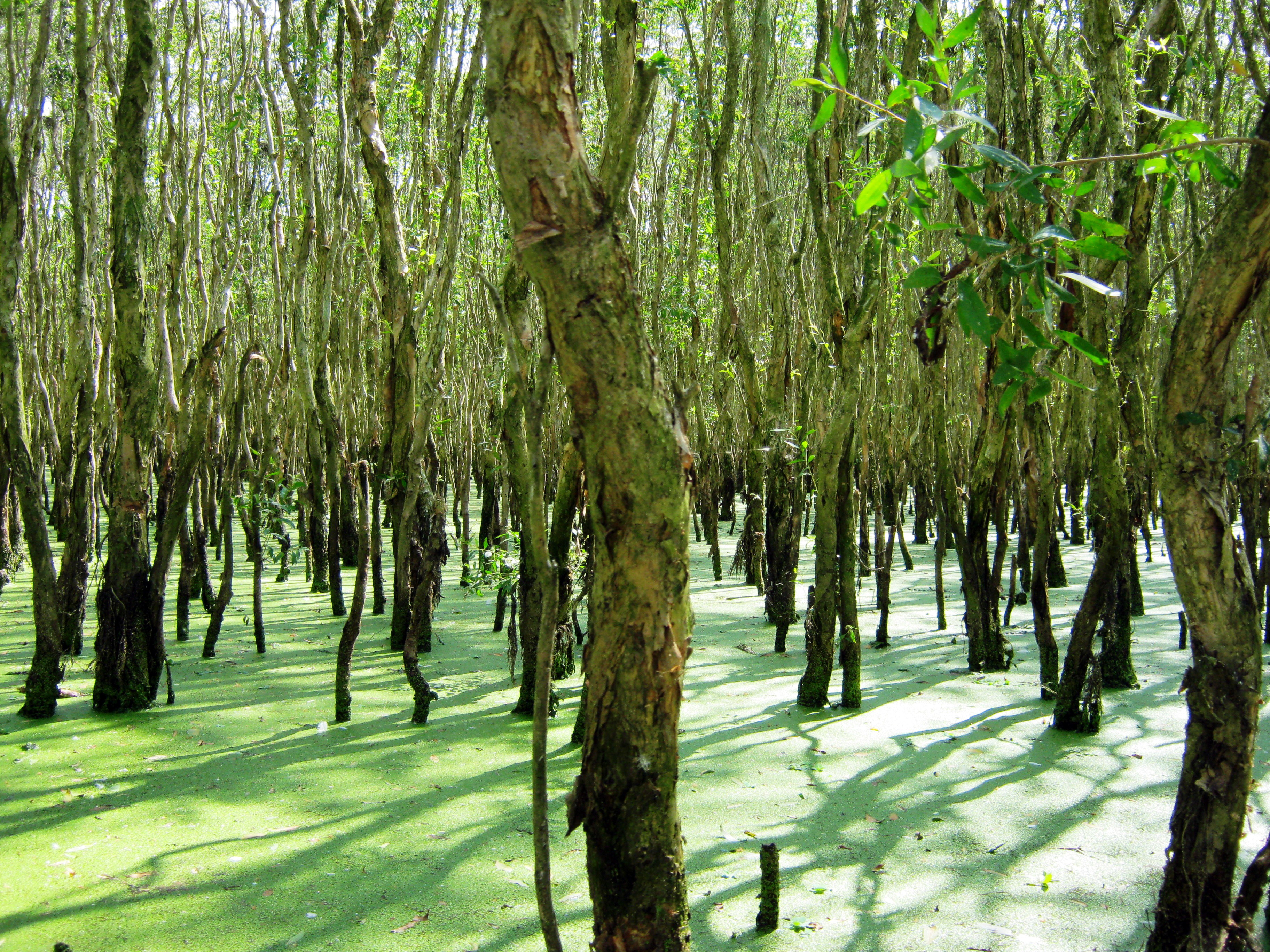
Rừng tràm lá dài ở Trà Sư (An Giang)
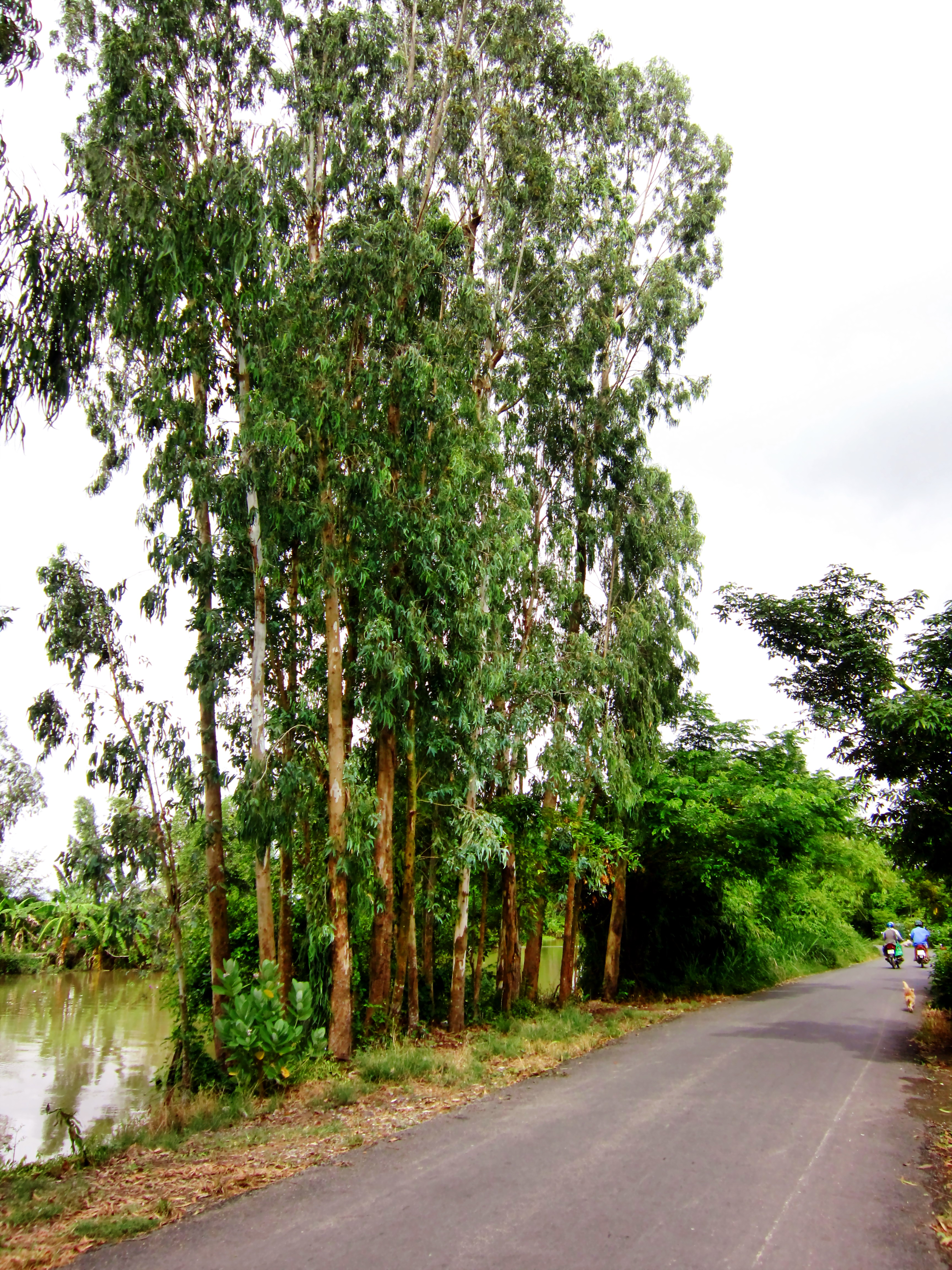
Tràm lá dài thường được trồng ven theo kênh rạch ở miền Nam Việt Nam